# Gorybia adiaphora
Gorybia adiaphora là một loài bọ cánh cứng trong họ Cerambycidae.